# Кораши
Кораши (каз. Қораши, до 199? г. — Жданово) — село в Байганинском районе Актюбинской области Казахстана. Входит в состав Кольтабанского сельского округа. Код КАТО — 153641300.

## Население
В 1999 году население села составляло 548 человек (281 мужчина и 267 женщин). По данным переписи 2009 года, в селе проживали 482 человека (241 мужчина и 241 женщина).